# Cima Monticello
Die Cima Monticello ist ein 1857 m s.l.m. hoher Berg im Mendelkamm, einem Teil der Nonsberggruppe in den Alpen.

## Lage und Umgebung
Die Cima Monticello ist eine der letzten markanten Erhebungen des südlichen Mendelkamms, bevor er zur Rotaliana-Ebene ausläuft. Dieser Gebirgskamm verbindet die Cima Monticello mit benachbarten Gipfeln, beispielsweise der Wiggerspitze (Cima Roccapiana, 1873 m) im Nordosten und der Bodrina (1671 m) im Südwesten. Der Gipfel des Berges markiert außerdem die Grenze zwischen den Gemeinden Ton und Mezzocorona im Trentino.

## Anstiege
Der Gipfel der Cima Monticello ist zwar nicht direkt über markierte Wanderwege zu erreichen, allerdings kann er trotzdem leicht bestiegen werden. Hierzu wandert man von Roveré della Luna, Ton oder Mezzocorona aus zum Weg Nr. 504 auf dem Kamm und folgt ihm, bis man den höchsten Punkt sehen und anschließend – allerdings ohne Weg – besteigen kann.

## Karte
- Kompass, Val di Non – Nonstal, Blatt 95, 1:50.000